# 拉讷维尔欧吕
拉讷维尔欧吕（法語：Laneuville-au-Rupt，法語發音：[lanøvil o ʁy]）是法国默兹省的一个市镇，属于科梅尔西区。

## 地理
拉讷维尔欧吕（48°42'17"N, 5°35'13"E）面积13.23 平方千米，位于法国大東部大區默兹省，该省份为法国西北部内陆省份，北与比利时接壤，西接马恩省和阿登省，南至上马恩省和孚日省，东临默尔特-摩泽尔省。
与拉讷维尔欧吕接壤的市镇（或旧市镇、城区）包括：科梅尔西、厄维尔、梅尼勒拉奥尔涅、索尔西-圣马丹、瓦-瓦孔。

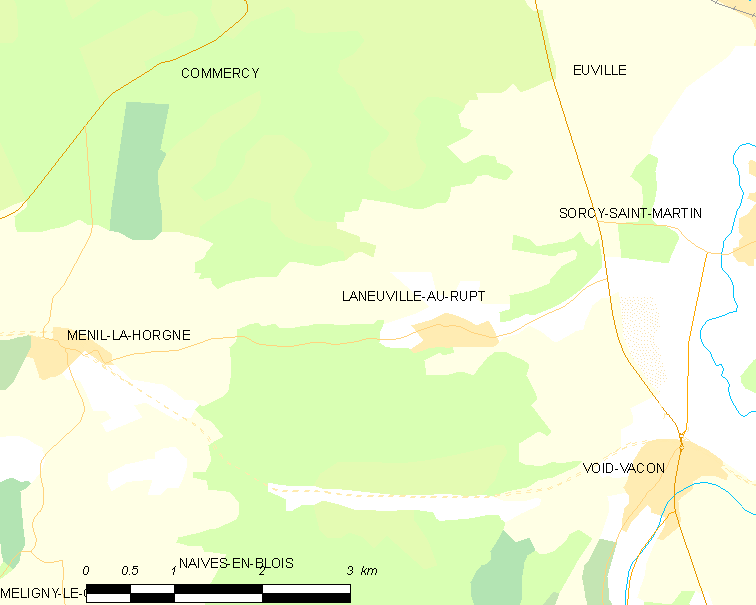
拉讷维尔欧吕的OSM定位图

拉讷维尔欧吕的时区为UTC+01:00、UTC+02:00（夏令时）。

## 行政
拉讷维尔欧吕的邮政编码为55190，INSEE市镇编码为55278。

## 政治
拉讷维尔欧吕所属的省级选区为沃库勒尔县。

## 人口

1962-2008年间拉讷维尔欧吕人口变化图示

拉讷维尔欧吕于2022年1月1日时的人口数量为196人。